# Pachydissus garnieri
Pachydissus garnieri là một loài bọ cánh cứng trong họ Cerambycidae.